# Palais archiépiscopal de Bourges
Le Palais archiépiscopal est l'un des bâtiments principaux du centre de la ville de Bourges, face à la cathédrale et qui servit d'Hôtel de Ville de 1910 à 1995. Il contient actuellement le musée des « Meilleurs Ouvriers de France » et rassemble un certain nombre de chefs-d'œuvre réalisés à l'issue de leur tour de France.

## Histoire

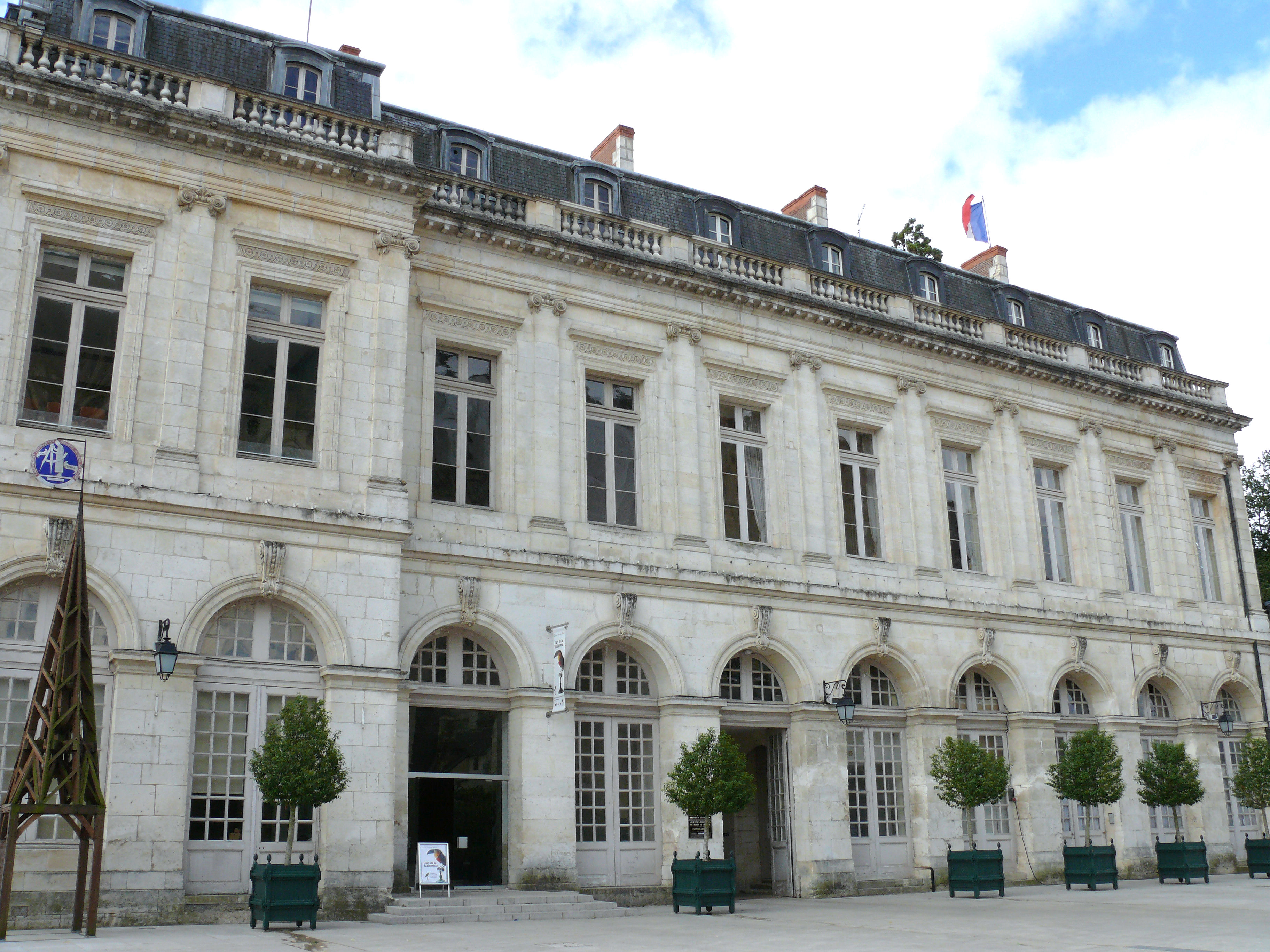
façade du Palais des archevêques de Bourges

Une maison de l'archevêque est connue depuis sa reconstruction par Pierre de La Châtre (1141-1171). Cette demeure était déjà située près des remparts gallo-romains mais elle souffrit des incendies de 1252 et 1353  et fut plusieurs fois modifiée.
En 1680, une représentation de la demeure vue du jardin de l'Archevêché que le roi souhaitait faire réaliser permet de voir son aspect hétéroclite à cette époque.
À son arrivée, en 1677, l'archevêque Phélypeaux de La Vrillière juge la demeure indigne d'un prélat mondain issue d'une famille de secrétaires du roi et demande à l'architecte Pierre Bullet, très en vue à Paris, un projet de palais archiépiscopal. L'architecte prévoit plusieurs bâtiments autour d'une cour d'honneur et d'une cour de service, complétés par des jardins et parterres ainsi qu'un Grand Séminaire (actuellement la Cité administrative Condé).
À la mort de l'archevêque, en 1694, seuls deux murs du bâtiment prévu entre les deux cours sont construits. Le grand projet de Pierre Bullet est alors abandonné. Sa famille, effrayée par les dépenses obtient du roi une lettre de cachet pour interdire la poursuite des travaux.
On ne conserve de son projet que le grand escalier et l'aile Sud dit Pavillon de La Vrillière, précédé d'un péristyle à colonne. Les écuries ont été réaménagées pour contenir les archives.
Après l'incendie du 25 juillet 1871, les destructions permettent de remanier sous la direction d’Émile Tardier le pavillon La Vrillière longeant le jardin. 
Le palais archiépiscopal est le résultat des évolutions qu'a connues le projet initial. 
En 1906, à la suite du départ de Pierre Servonnet, archevêque de Bourges,  lors de l'application de la loi de 1905 de « séparation de l’Église et de l'État », le palais, récupéré par la commune, sous le mandat de Henri Ducrot, devint l'hôtel de ville et conserva cette fonction jusqu'à la construction du nouvel hôtel de Ville en 1995, auquel il est relié par une passerelle. 
Il reste par ailleurs les jardins de l’archevêché contenant quelques sculptures et qui sont adossés aux restes du mur gallo-romain, qui le sépare du bâtiment du Nouvel Hôtel de Ville 
Les trois façades et toitures formant le pavillon La Vrillière et l'escalier monumental sont inscrits au titre des monuments historiques par arrêté du 10 juin 2004.